# Bernt Michael Holmboe

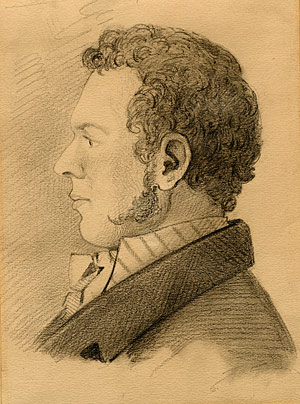
Bernt Michael Holmboe

Bernt Michael Holmboe (Vang, 23 maart 1795 – Christiana, 28 maart 1850) was een Noorse wiskundige.
Holmboe ontving vanaf jonge leeftijd thuisonderwijs en werd pas in 1810 op de kathedraalschool van Christiana (het latere Oslo) ingeschreven. Na een korte studieperiode aan de Koninklijk Frederik Universiteit, waar hij als studentassistent enige tijd voor Christopher Hansteen werkte, volgde in 1818 Holmboe's aanstelling tot wiskundeleraar aan de kathedraalschool van Christiana. Hier kreeg hij de later wereldberoemd geworden wiskundige Niels Henrik Abel als leerling in zijn klas. Holmboes blijvende invloed op de wiskunde is zijn voorbeeldige begeleiding van Abel, zowel op school als privé. De twee werden vrienden en dit bleef zo tot de vroege dood van Abel in 1829. Holmboe werd in 1826 tot docent aan de Koninklijke Frederik Universiteit benoemd. Hier zou hij tot zijn dood in 1850 blijven werken. In 1844 werd hij verkozen tot lid van de Koninklijke Zweedse Academie van Wetenschappen.
Holmboe’s belangrijkste invloed op de wiskunde in het prille Noorwegen was zijn tweedelige leerboek wiskunde voor middelbare scholen. Dit werk werd op grote schaal gebruikt, maar kreeg concurrentie van een alternatief leerboek van Christopher Hansteen. Hierdoor ontbrandde het eerste debat in Noorwegen over schoolboeken.

## Jeugd en carrière
Bernt Michael Holmboe werd in 1795 in Vang geboren, de zoon van de predikant Jens Holmboe (1746-1823) en diens vrouw Cathrine Holst (1763-1823). Hij groeide met zijn negen broers en zussen op in Eidsberg. Zijn een jaar jongere broer was de filoloog Christopher Andreas Holmboe. Holmboe ontving vanaf jonge leeftijd thuisonderwijs. Vanaf 1810 volgde hij middelbaar onderwijs aan de kathedraalschool van Christiania. Buiten schooltijd studeerde hij daar wiskunde. Vanaf 1814 stond hij als student ingeschreven aan de Koninklijke Frederik Universiteit. Het jaar 1814 was een turbulent jaar in de Noorse geschiedenis. Noorwegen was vanaf 1397 een provincie van Denemarken geweest, maar kwam in januari 1814 conform het verdrag van Kiel onder Zweedse controle. Als reactie op de Noorse onafhankelijkheidsverklaring in de Noorse Grondwet van 17 mei begon Zweden in de zomer van 1814 een militaire campagne tegen Noorwegen (Zweeds-Noorse oorlog (1814)).
Holmboe was woordvoerder van de studentengroep, die tegen de aanwezigheid van Zweedse troepen in het land protesteerde. Uitingen van protest door de studentengemeenschap waren in die tijd goed naar Holmboe traceerbaar, aangezien de universiteit in 1813, het jaar van oprichting, nog slechts zeventien studenten telde.
Naast zijn privé-studies volgde Holmboe colleges van Søren Rasmusen. In 1815 werd hij studentassistent bij Christopher Hansteen, een docent aan de universiteit. Zelf gaf hij ook een aantal colleges. In het begin van 1818 werd Holmboe wiskundeleraar aan de kathedraalschool van Christiania, een positie die in 1817 vacant was gekomen. De schooldirecteur, Jacob Rosted had Holmboes oudere broer, Christopher Andreas, die ook wiskunde had gestudeerd, benaderd om deze vacature te vervullen, maar deze had in plaats daarvan besloten zich te concentreren op de filologie, Christopher deed onder andere onderzoek naar het Sanskriet. In zijn onderwijs liet Holmboe zich inspireren door Joseph-Louis Lagrange.

### Niels Henrik Abel
Aan de kathedraalschool van Christiania kreeg Holmboe Niels Henrik Abel als leerling in de klas. Holmboe ontdekte al snel Abels grote talent en betitelde hem op zijn rapport als een "geweldig genie". De primaire focus van de school lag echter bij een klassieke opleiding en het Latijn. Homboe gaf Abel ook privéles. Zijn persoonlijke steun aan Abel is wel "[Holmboe's] belangrijkste bijdrage aan de wiskunde" genoemd. Holmboe en Abel werden goede vrienden. Twee van Holmboes jongere broers studeerden samen met Abel. De drie onderhielden goede contacten. Abel werd bij verschillende gelegenheden, zoals bij de kerstviering, in het woonhuis van de Holmboes uitgenodigd. Abel overleed in 1829 op zesentwintigjarige leeftijd aan tuberculose. Tien jaar na Abels dood redigeerde en publiceerde Holmboe Abels volledige oeuvre in twee delen -Oeuvres complètes de N.H. Abel (Complete werken van N.H. Abel). Hij was de eerste die dat deed.

## Latere leven en carrière
Holmboe publiceerde in 1825 zijn eerste boek in de wiskunde. Dit 274-pagina's tellende leerboek kreeg als titel Lærebog i Mathematiken. Første Deel (Leerboek in de wiskunde. Deel 1). In 1827 volgde het tweede deel, Lærebog i Mathematiken. Anden Deel (Leerboek in de wiskunde. Deel 2), dat uit een verdere 155 pagina's bestond. Hij gebruikte zijn eigen ervaring bij het lesgeven als inspiratie voor zijn schrijverschap; het was zijn doel vooral aan te sporen tot logisch denken. Op het gebied van de meetkunde bijvoorbeeld spoorde hij de lezers aan om zich een figuur voor te stellen in plaats van alles op papier uit te werken. Zijn leerboeken werden op grote schaal gebruikt en werden respectievelijk in vier en vijf edities herdrukt.
In 1826 werd Holmboe benoemd tot docent aan de Koninklijke Frederik Universiteit. Sommigen beweerden dat hij zijn benoeming te danken had aan de absentie van Abel, die op dat moment aan het rondreizen was door Europa. Holmboe doceerde van 1826 tot aan zijn dood ook wiskunde aan de militaire school. Hij werd in 1834 gepromoveerd tot professor aan de Koninklijke Frederik Universiteit. Zijn latere publicaties omvatten Stereometrie (Stereometry) (1833), Plan-og sfærisk Trigonometrie (Plan and Spherical Trigonometry) (1834), en Lærebog i den høiere Mathematik (Leerboek in de hogere wiskunde) (1849). Behalve op Abel had Holmboe ook invloed op andere wiskundigen, waaronder Ole Jacob Broch (geboren 1818).
Op de universiteit ontmoette Holmboe Christopher Hansteen weer, die daar in 1816 professor was geworden. In 1835 publiceerde Hansteen zijn eigen wiskundeleerboek voor middelbare scholen. Dit was een reactie op Holmboes leerboek. Hansteens leerboek was meer praktijkgericht. Holmboe schreef een recensie van Hansteens boek voor de krant Morgenbladet, waarin hij de scholen adviseerde het boek niet te gaan gebruiken. Er volgde een openbaar debat met bijdragen van andere wiskundigen. Er wordt wel beweerd dat dit het eerste debat over schoolboeken in Noorwegen was. Hansteens schoolboek werd niet herdrukt.
Holmboe raakte ook betrokken bij de verzekeringswereld. Van 1832-1848 was hij lid van de Tilsynskomiteen for private forsørgelses-og understøttelsesselskaper, Noorwegens eerste openbare commissie voor het toezicht op verzekeraars. Aan de andere kant van de tafel was Holmboe vanaf 1847 lid van de raad van bestuur van de verzekeringsmaatschappij Gjensidige, opgericht door zijn oud-leerling Ole Jacob Broch.

## Nalatenschap
In 2005 werd een Bernt Michael Holmboe Herdenkingsprijs voor docenten in de wiskunde ingesteld. Deze wordt jaarlijks uitgereikt. Het prijzengeld, 50.000 Noorse kronen komt van het Abel-fonds, waaruit ook de Abelprijs wordt betaald De prijs wordt toegekend door de raad van bestuur van het Noors wiskundig genootschap. De huidige voorzitter is Tom Lindstrøm, hoogleraar aan de Universiteit van Oslo
Een straat in de wijk Majorstuen in Oslo, Holmboes-poort, is naar Holmboe vernoemd. Voor 1879 werd het ‘'Hansteens-poort genoemd, naar Christopher Hansteen.

## Huwelijken en kinderen
Holmboe trad twee keer in het huwelijk. Zijn eerste vrouw, Nikoline Antonie Finkenhagen werd in 1804 in Toten (Oppland) geboren. Zij overleed in 1839 na vijf jaar huwelijk. Het echtpaar kreeg drie dochters, van wie er twee, (Fredrikke en Nikoline, jr) de volwassenheid bereikten, en een doodgeboren zoon. Na drie jaar hertrouwde hij in 1842 met Ingeborg Thorp (geboren in 1812 in Voss). Uit dit huwelijk gewerden twee zonen, Christopher en Jens, en twee dochters, Cathrine en Olava. Alleen Jens en Cathrine bereikten de volwassenheid. Bernt Michael Homboe overleed in 1850 in Christiana. Zijn tweede vrouw zou hem drieëndertig jaar overleven.

## Voetnoten
1. ↑  Het latere Oslo
2. ↑  (en)  The Abel Prize website, The Abel Fund: Activity Profile
3. ↑  (no)  Board of directors. Bernt Michael Holmboe Memorial Prize official site.